# National Football Conference
National Football Conference (NFC) är en av två konferenser i den amerikanska fotbollsligan National Football League (NFL) i USA. Den andra konferensen är American Football Conference (AFC). NFC är den division där flest lag från NFL hamnade när ligan slogs ihop med den konkurrerande ligan American Football League. Lagen från den ligan hamnade i AFC tillsammans med ett antal lag från den gamla NFL-ligan.

## Struktur

### Grundspel

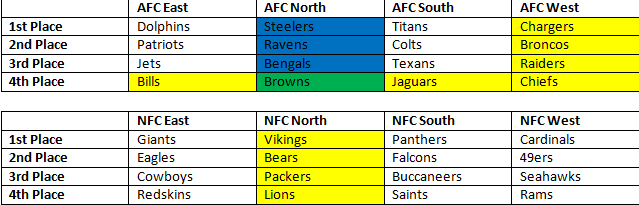
Rutsystem som visar hur spelschemat görs upp varje säsong

Matcher spelas enligt samma princip i båda konferenser. I exemplet på bilden är det Cleveland Browns som används som spelar i AFC men principen är den samma i NFC. De spelar dubbelmöten mot samtliga lag i sin egen division AFC North (2 matcher * 3 lag = 6 matcher). De möter sedan samtliga lag från två divisioner, en från NFC och en från AFC. I detta fallet AFC West samt NFC North (8 lag * 1 match = 8 matcher). De spelar även två matcher mot de två lagen i de två kvarstående divisionerna i AFC som kom på samma placering inom sin division som de själva från förra säsongen. Därmed spelar varje lag 16 matcher i grundspelet.

### Slutspel
När grundspelet är klart avancerar samtliga vinnare av sin division till slutspel samt de övriga två lagen som har bäst resultat i NFC går också dit. De två lagen med bäst statistik för säsongen i NFC står över första slutspelsomgången. De övriga fyra lagens spelar en direkt avgörande match där vinnaren får möta ett av de två lagen som stod över första omgången. Vinnarna i dessa två matcher gör sedan upp om NFC Championship-titeln. Vinnaren här går sedan till Super Bowl där mästarna från AFC och NFC gör upp om NFL-titeln.

## Nuvarande lag
Sedan 2002 har NFC bestått av 16 lag uppdelade i 4 divisioner om 4 lag: East, North,  South, and West.
| Division | Lag                   | Stad                | Arena                         |
| -------- | --------------------- | ------------------- | ----------------------------- |
| East     | Dallas Cowboys        | Arlington, TX       | Cowboys Stadium               |
| East     | New York Giants       | East Rutherford, NJ | MetLife Stadium               |
| East     | Philadelphia Eagles   | Philadelphia, PA    | Lincoln Financial Field       |
| East     | Washington Commanders | Landover, MD        | FedExField                    |
| North    | Chicago Bears         | Chicago, IL         | Soldier Field                 |
| North    | Detroit Lions         | Detroit, MI         | Ford Field                    |
| North    | Green Bay Packers     | Green Bay, WI       | Lambeau Field                 |
| North    | Minnesota Vikings     | Minneapolis, MN     | U.S. Bank Stadium             |
| South    | Atlanta Falcons       | Atlanta, GA         | Mercedes-Benz Stadium         |
| South    | Carolina Panthers     | Charlotte, NC       | Bank of America Stadium       |
| South    | New Orleans Saints    | New Orleans, LA     | Mercedes-Benz Superdome       |
| South    | Tampa Bay Buccaneers  | Tampa, FL           | Raymond James Stadium         |
| West     | Arizona Cardinals     | Glendale, AZ        | University of Phoenix Stadium |
| West     | Los Angeles Rams      | Los Angeles, CA     | Los Angeles Memorial Coliseum |
| West     | San Francisco 49ers   | San Francisco, CA   | Levi's Stadium                |
| West     | Seattle Seahawks      | Seattle, WA         | CenturyLink Field             |